# Peatîdni, Volodîmîr-Volînskîi
Peatîdni (în ucraineană П`ятидні) este localitatea de reședință a comunei Peatîdni din raionul Volodîmîr-Volînskîi, regiunea Volînia, Ucraina.

## Demografie
Componența lingvistică a localității Peatîdni
     Ucraineană (98,69%)
     Alte limbi (1,19%)
Conform recensământului din 2001, majoritatea populației localității Peatîdni era vorbitoare de ucraineană (98,69%), existând în minoritate și vorbitori de alte limbi.